# Acta Botanica Fennica
Acta Botanica Fennica (w publikacjach cytowane jako Acta bot. fenn., Acta Bot. Fenn.) – nieregularnie wydawana seria monografii obejmująca następujące dziedziny wiedzy:
- ekologia lądowa i wodna,
- nauki o wegetacji,
- fitogeografia i paleoekologia,
- taksonomia roślin,
- mykologia
- i pokrewne tematy[1].

Publikowane są tylko oryginalne, niepublikowane wcześniej monografie oraz materiały z konferencji lub sympozjów. Do druku przyjmowane są artykuły o długości co najmniej 48 stron (po wydrukowaniu w czasopiśmie). Krótsze artykuły przyjmowane są do druku w Annales Botanici Fennici. Ze względu na rozmiar tekstu w internecie dostępne są tylko streszczenia artykułów. Do 2009 roku wyszło 180 numerów monografii.
Monografie wydawane są przez Finnish Zoological and Botanical Publishing Board i sponsorowane przez fińskie Ministerstwo Nauki i Kultury. Bazy danych: Biological Abstracts, Chem. Abstr., Geo. Abstr., Geo. Ref., Ref. Zh., Soils & Fert., VITIS.